# Timotei Cipariu
Timotei Cipariu (n. 21 februarie 1805, Pănade, plasa Hususău, comitatul Târnava-Mică – d. 3 septembrie 1887, Blaj) a fost un erudit român transilvănean, cleric greco-catolic (canonic și prepozit capitular), revoluționar pașoptist, politician în Transilvania, membru fondator al Academiei Române, primul vicepreședinte, apoi președintele Asociației Transilvane pentru Literatura Română și Cultura Poporului Român, lingvist, istoric, teolog, pedagog și orientalist, „părintele filologiei române”, poliglot (cunoștea circa 15 limbi).

## Biografie
Și-a făcut toate studiile școlare la Blaj, cele gimnaziale între (1816-1820), urmate de cele filosofice (1820-1822) și de cele teologice (1822-1825). Între 1825 și 1827 a fost profesor la Gimnaziul din Blaj. În 1828 devine profesor de filosofie, iar între 1834 și 1842 profesor de Dogmatică, apoi de Studii biblice la Seminar. Între 1854 și 1875 a fost director al Gimnaziului și inspector al școlilor din oraș, iar între 1833 și 1866 a fost director al Tipografiei Diecezane. În 1827 a devenit preot, din 1842 fiind canonic, iar mai târziu prepozit capitular al Arhiepiscopiei de Alba Iulia și Făgăraș, cu sediul la Blaj.

Personalitate reprezentativă a culturii românești, cunoscător a numeroase limbi (greacă, latină, ebraică, arabă, siriacă, turcă, persană, spaniolă, italiană, germană, engleză, maghiară), Timotei Cipariu a fost posesorul uneia din cele mai bogate biblioteci particulare din Transilvania, prețioasă și prin raritățile ei. Aceste cărți i-au fost procurate în special de prietenul său din București, librarul Iosif Romanov, și de reprezentanții companiei acestuia la Constantinopol și la Cairo.
Biblioteca Cipariu din Blaj, lăsată moștenire Mitropoliei Blajului, a fost trecută după interzicerea Bisericii Române Unite cu Roma în anul 1948 în inventarul Bibliotecii Filialei din Cluj a Academiei Române. 
Timotei Cipariu a fost unul din pionierii ziaristicii românești din Transilvania prin periodicele înființate și conduse de el:
- Organul luminărei (1847, devenit, în 1848 Organul Națiunale), primul ziar românesc cu litere latine,
- Învățătorul poporului (1848),
- Archivu pentru filologie și istorie între 1867 și 1870 și în 1872 - prima revistă românească de filologie.

A colaborat la Foaia pentru minte, inimă și literatură din Brașov cu studii, eseuri, versuri și traduceri. A fost membru fondator și primul vicepreședinte (1861-1866), apoi președinte (1877-1887) al societății Astra. A fost membru al Societății Literare Române (1866), viitoarea Academie Română, fiind ales mai târziu vicepreședintele ei. A fost membru al Societății Germane de Orientalistică.
  
A publicat o foarte lungă serie de studii asupra limbii române și a gramaticii sale, fiind considerat unul dintre întemeietorii filologiei și lingvisticii românești. Prin studiile sale a căutat să dovedească drepturile istorice ale poporului român și originea sa romană.
Influențat de Școala Ardeleană, a fost unul dintre adepții latinismului și ai ortografiei etimologice, fapt pentru care a propus folosirea predilectă a cuvintelor de origine latină și evitarea cuvintelor de origine nelatină.
Pe tărâm politic s-a numărat printre militanții pentru drepturile poporului român din Transilvania, fiind unul dintre cei zece secretari ai Adunării Naționale de la Blaj din 1848.
Membru în Delegația trimisă la Curtea imperială din Viena spre a prezenta revendicările românești, membru în Comitetul Național Român din Sibiu, iar în 1863-1864 membru în Dieta de la Sibiu.
A murit la data de 3 septembrie 1887 și a fost înmormântat în cimitirul de lângă Biserica Grecilor din Blaj. Discursurile funebre au fost rostite în ziua înmormântării (5 septembrie 1887), de către profesorul gimnaziului Ioan Germanu, și de către părintele canonic Dr. Ioan Rațiu.

## Opera

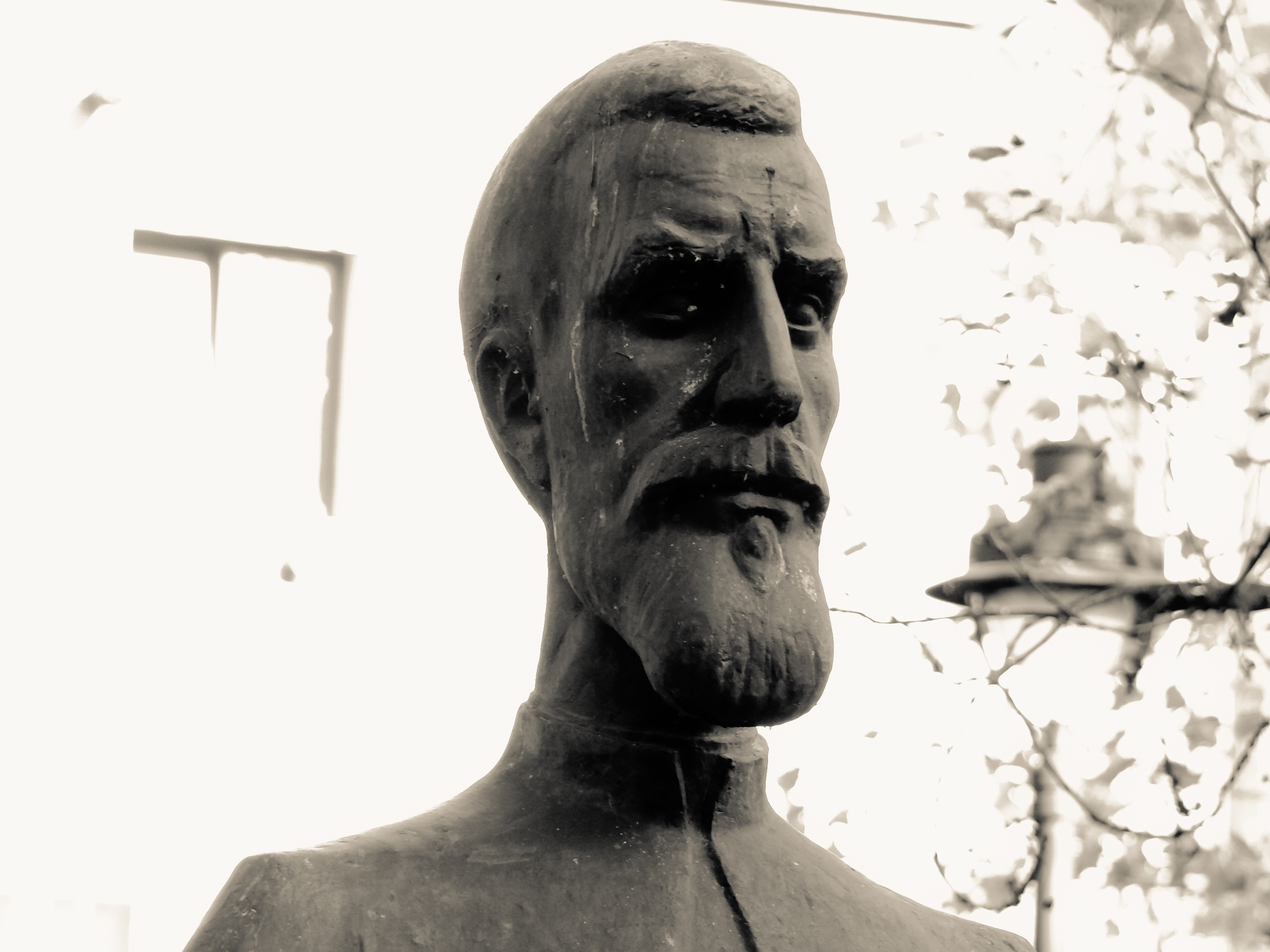
Bustul lui Timotei Cipariu din parcul Astra din Sibiu

### Scrieri
- Ecloga, Blaj, 1833;
- Drama pastorale, Blaj, 1860;
- Elemente de limba română după  dialecte și monumente vechi, Blaj, 1854, VII+200 p.;
- Istoria sfantă sau biblică a Testamentului Vechiu și Nou, Blaj, 1855, 80 p. (ed. a II-a, 1859, 80 p.);
- Scientia Sântei Scripture, Blaj, 1854, VI + 240 p.; a retipărit cu litere latine Orologierul și Liturghierul.
- Acte și fragmente latine și românești pentru istoria Bisericii românești, mai ales unite, Blaj, 1855, XVI+280 p.;
- Compendiu de gramateca limbei române, Blaj, 1855 (ed. a V-a, Sibiu, 1876, 120 p., ed. a VII-a, Blaj, 1897);
- Crestomatie sau Analecte literarie din cărțile mai vechi și noue românești tipărite și manuscrise, începând de la sec. XVI până la al XIX, cu notiță literară, Blaj,1858, XXXVII+256 p.,
- Elemente de poetică,  metrică  și versificațiune, Blaj, 1860, 224 p.;
- Cuvânt la inaugurarea Asociațiunei, Blaj, 1862, 135 p.;
- Principia de limbă și de scriptură, ed. I, Blaj, 1856; ed. a II-a, Blaj, 1866, IV+407 p.;
- Gramatica limbii române, vol. 1. Analitica, Blaj, 1869, XIV+388 p.; vol. II. Sintactica, Sibiu, 1877, IV+355 p.;
- Despre limba română. Supliment la Sintactica, Blaj, 1877, 59p.

### Traduceri
- Gramatica limbii latine, 2 vol., după M. Schinagl, Blaj, 1857-1860, 277+272 p. (ed. a II-a, 1865-1869);
- W. T. Krug, Elemente de filosofie, 2 vol., Blaj, 1861-1863, 676 p.;
- Portarea de buna cuvienția între oameni, Blaj, 1855; ed. a II-a, Sibiu, 1863, 48 p.
- Biblia, traducere integrală din limba ebraică.

### Postume
- Călătorie în Muntenia, în vol. Prietenii istoriei literare I, București, 1931 (publicat de Al. Lupeanu Melin);
- Început de autobiografie, ed. îngrijită și note de Șt. Manciulea, Blaj, f.a. (extras din „Cultura creștină”);
- Jurnal, ed. îngrijită și prefață de Maria Protase, Cluj, 1972, 192 p.;
- Poezii, ed. îngrijită și prefață de N. Albu, Cluj, 1976, 168 p.;
- Discursuri, ed. îngrijită, antologie și glosar de Ștefan Manciulea și Ion Buzași, Cluj-Napoca, 1994, 191 p.;
- Opere.  Vol. I, ediție îngrijită de Carmen Gabriela Pamfil, introducere de Gavril Istrate, București, 1987, 477 p.; vol. II, introducere de Mioara Avram, București, 1992, 534 p.;
- Pagini literare, ediție îngrijită și postfață de Ion Buzași, București, 1999, 288 p.;
- Epistolar 1836-1877, cuvânt înainte de Eugen Simion, text îngrijit, studiu introductiv și note de Ioan Chindriș, București, Editura Academiei Române, 2005, 306 p.;
- Poezii și scrieri religioase, ediție îngrijită de Ion Buzași, Târgu Lăpuș, Galaxia Gutenberg, 2008, 158 p.

## Monumente
Pe 21 octombrie 1991, cu ocazia aniversării a 130 de ani de la întemeierea ASTREI, a fost dezvelit la Sibiu bustul lui Timotei Cipariu, operă a sculptorului Gavril Abrihan.

## Medalii
- Medalia „Bene Merenti” - clasa I.[4]

## Imagini

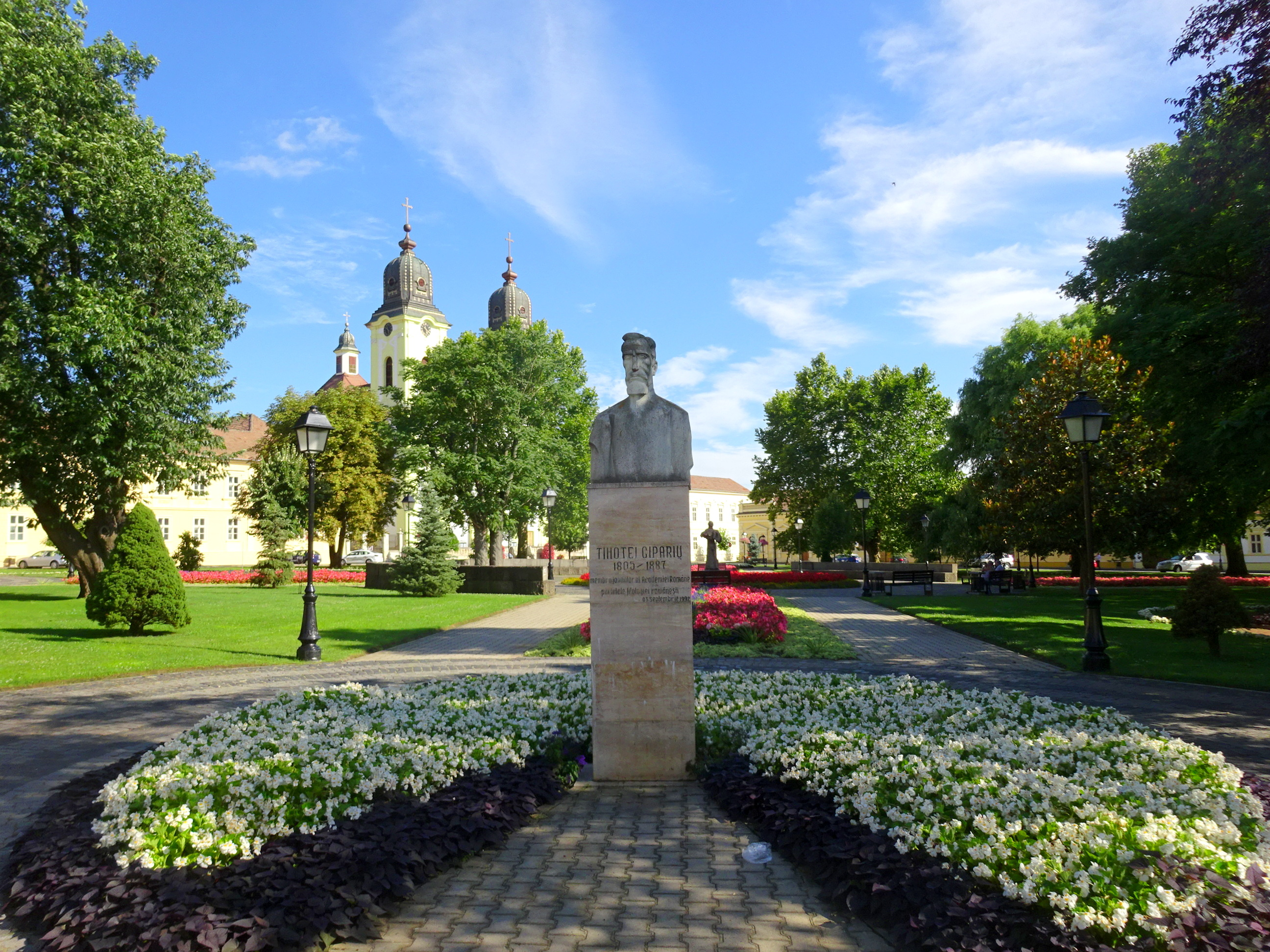
Bustul lui Timotei Cipariu din Blaj
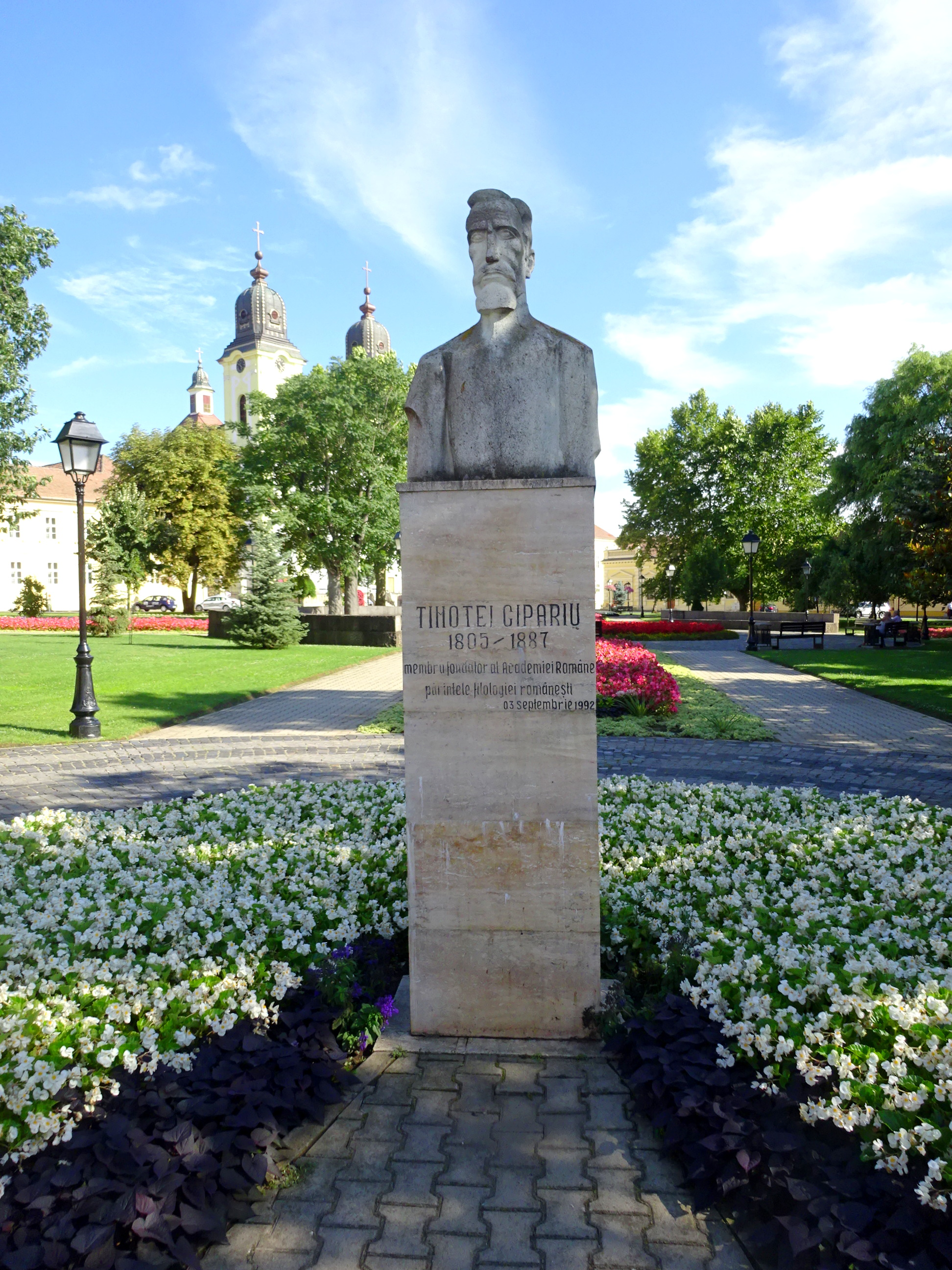
Bustul lui Timotei Cipariu din Blaj
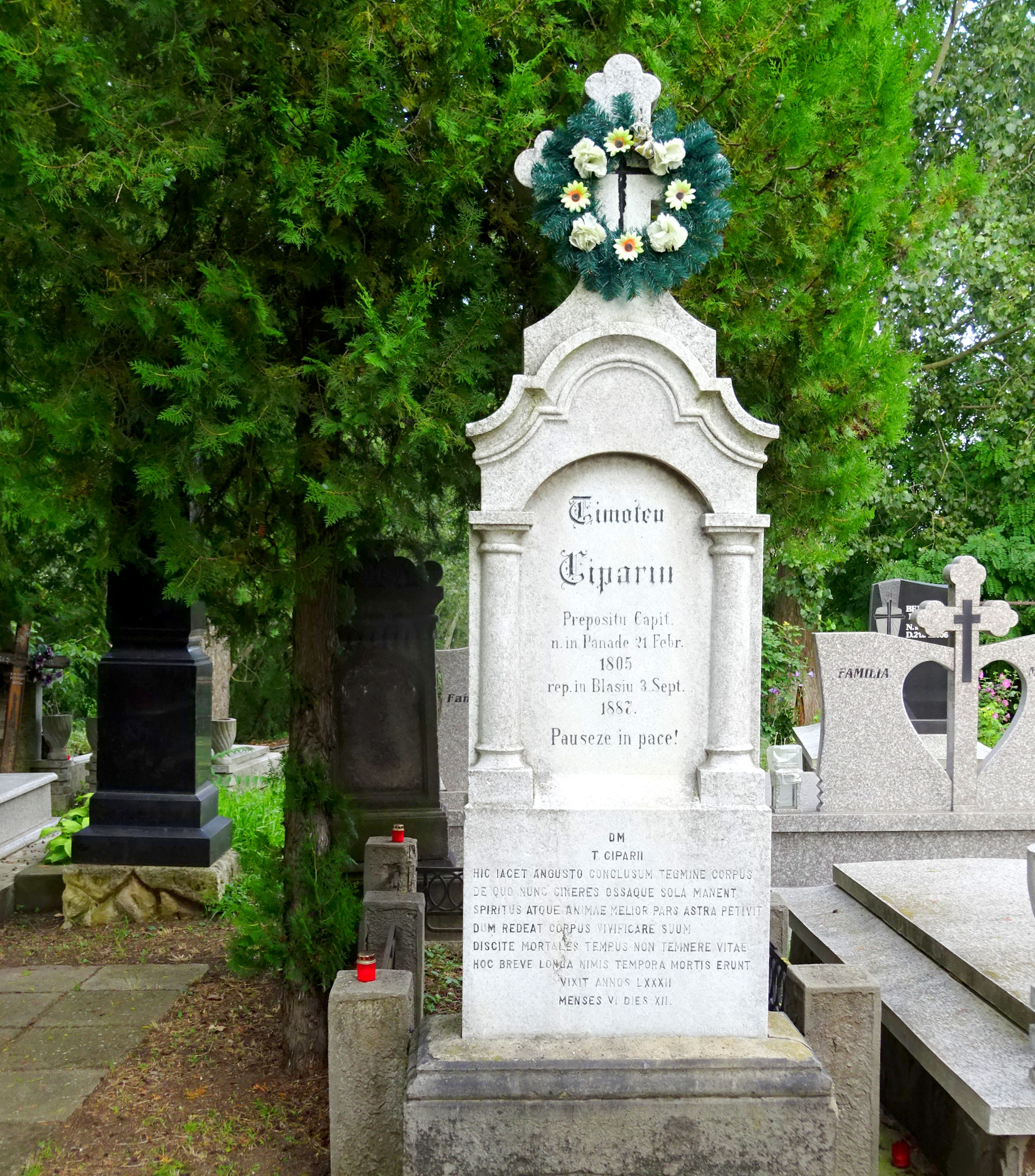
Mormântul lui Timotei Cipariu din cimitirul bisericii Sfinții Arhangheli din Blaj
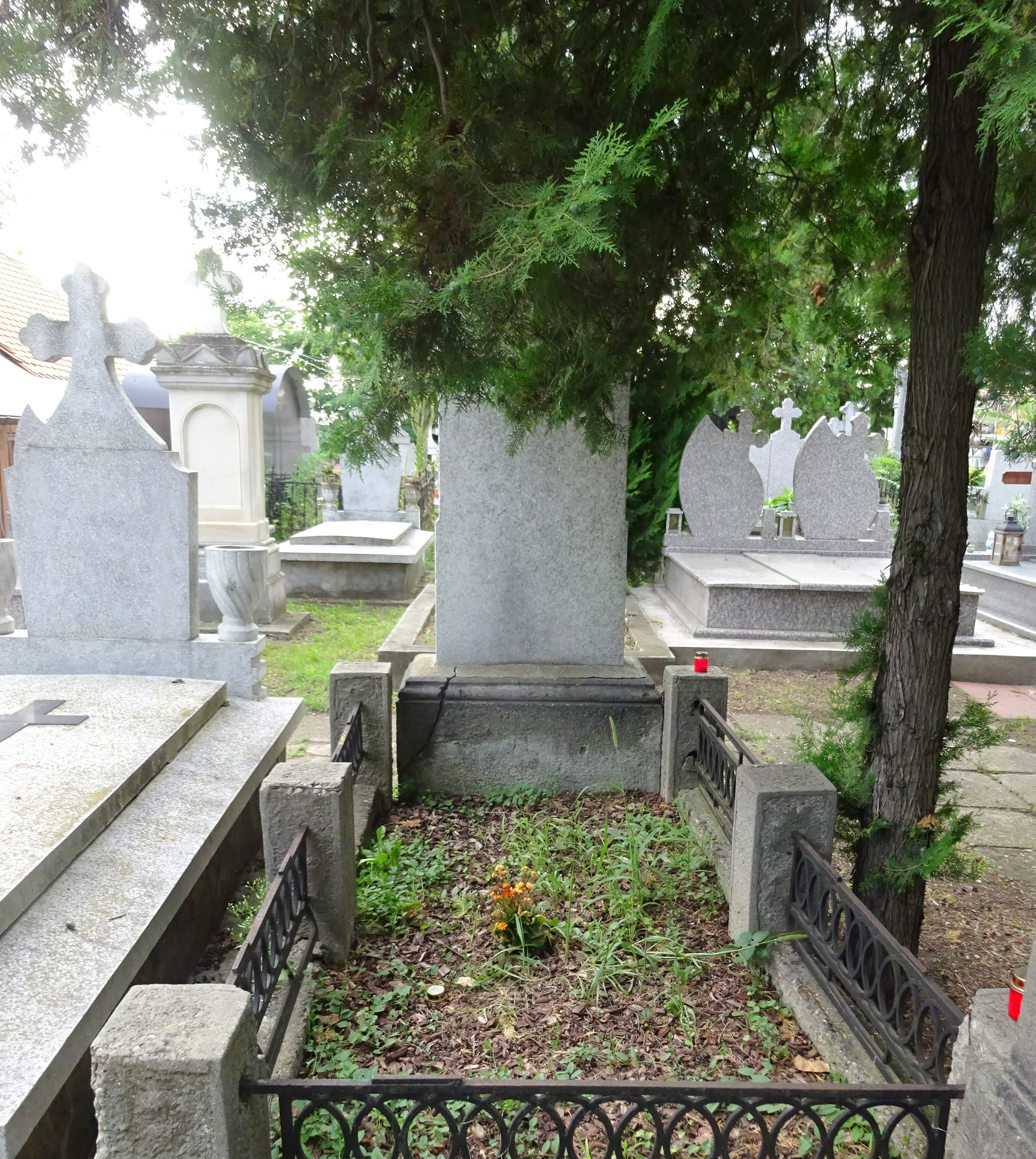
Mormântul lui Timotei Cipariu din cimitirul bisericii Sfinții Arhangheli din Blaj
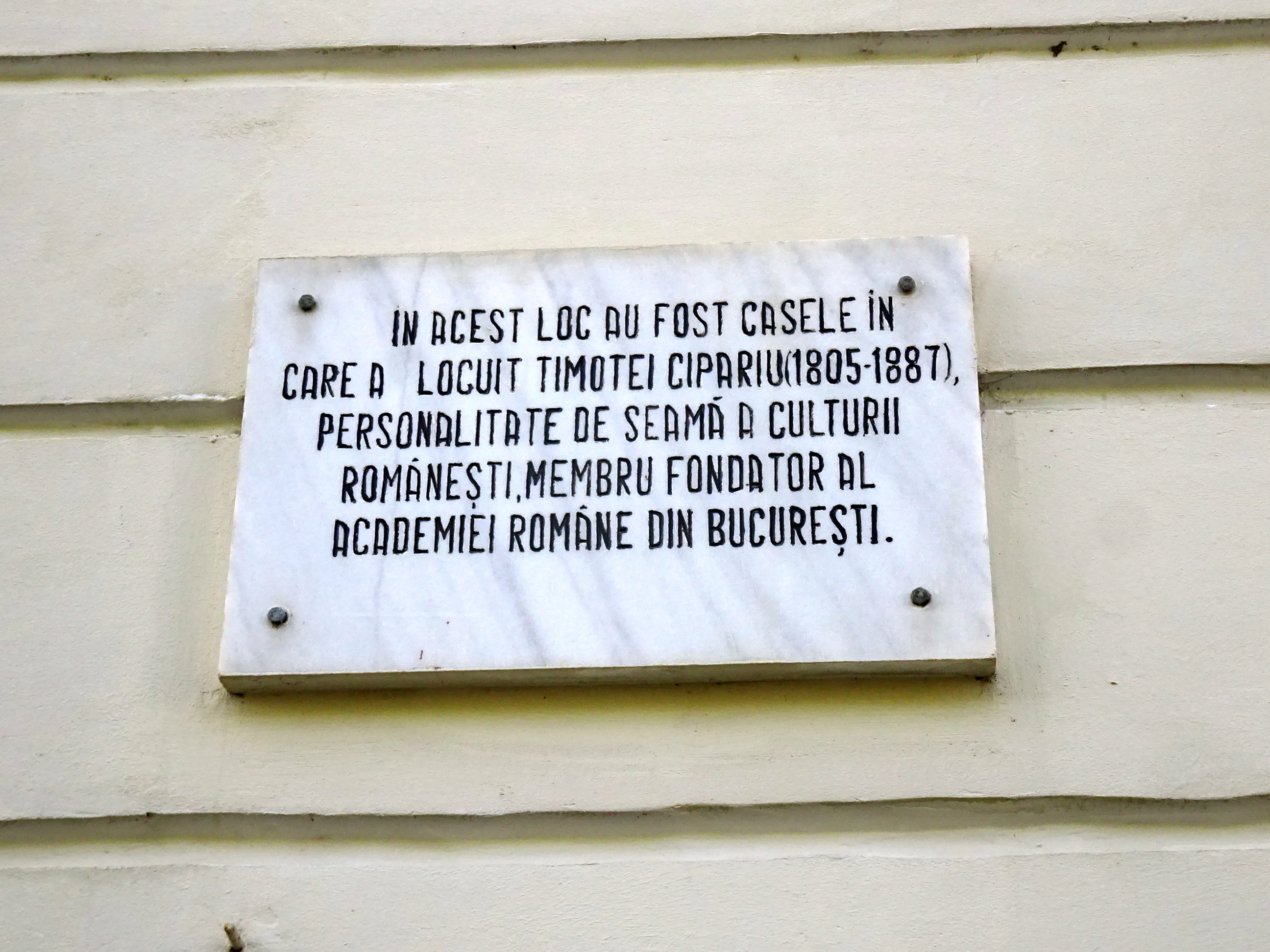
Placă comemorativă în Blaj
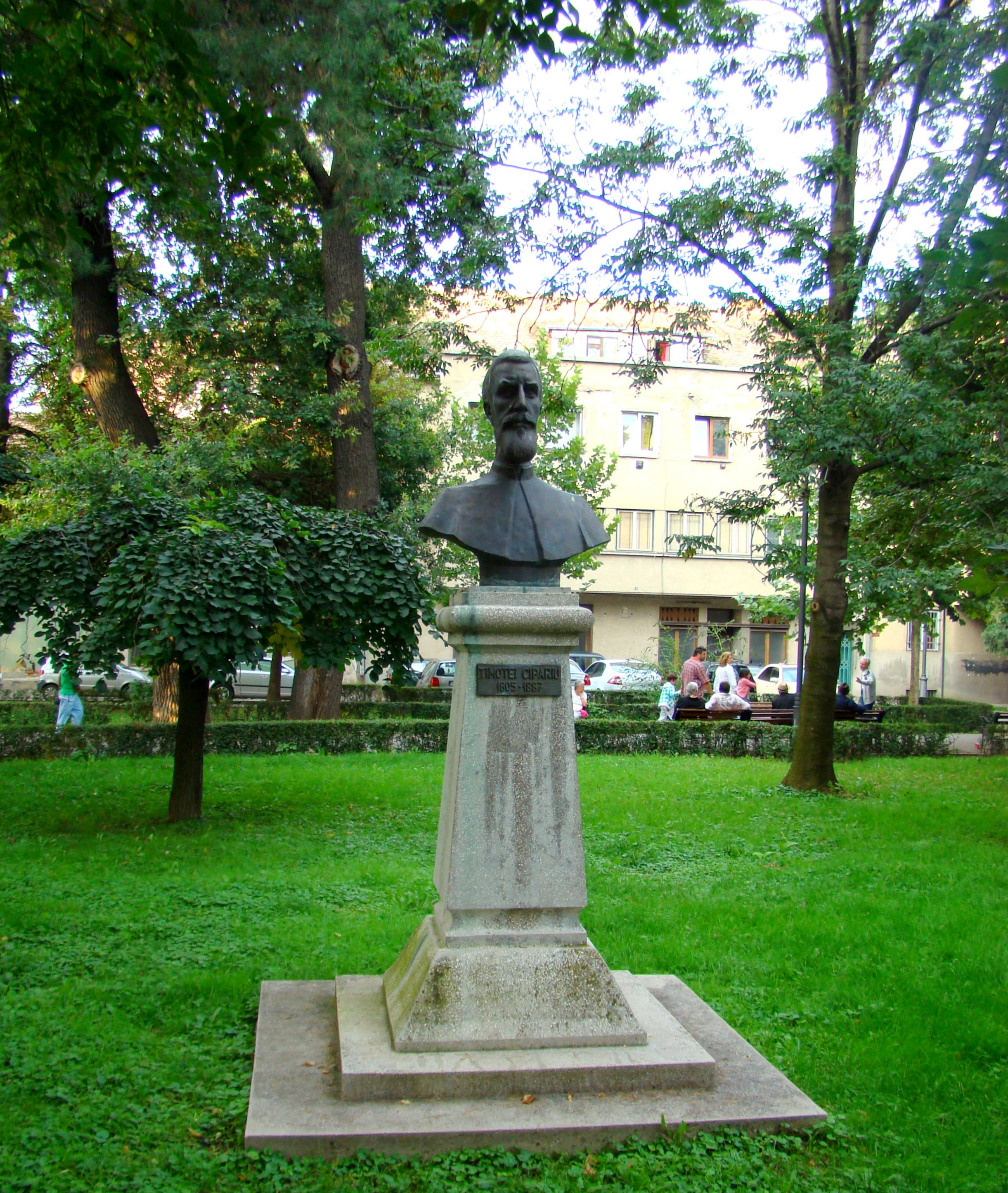
Bustul lui Timotei Cipariu din Sibiu, operă a sculptorului Gavril Abrihan
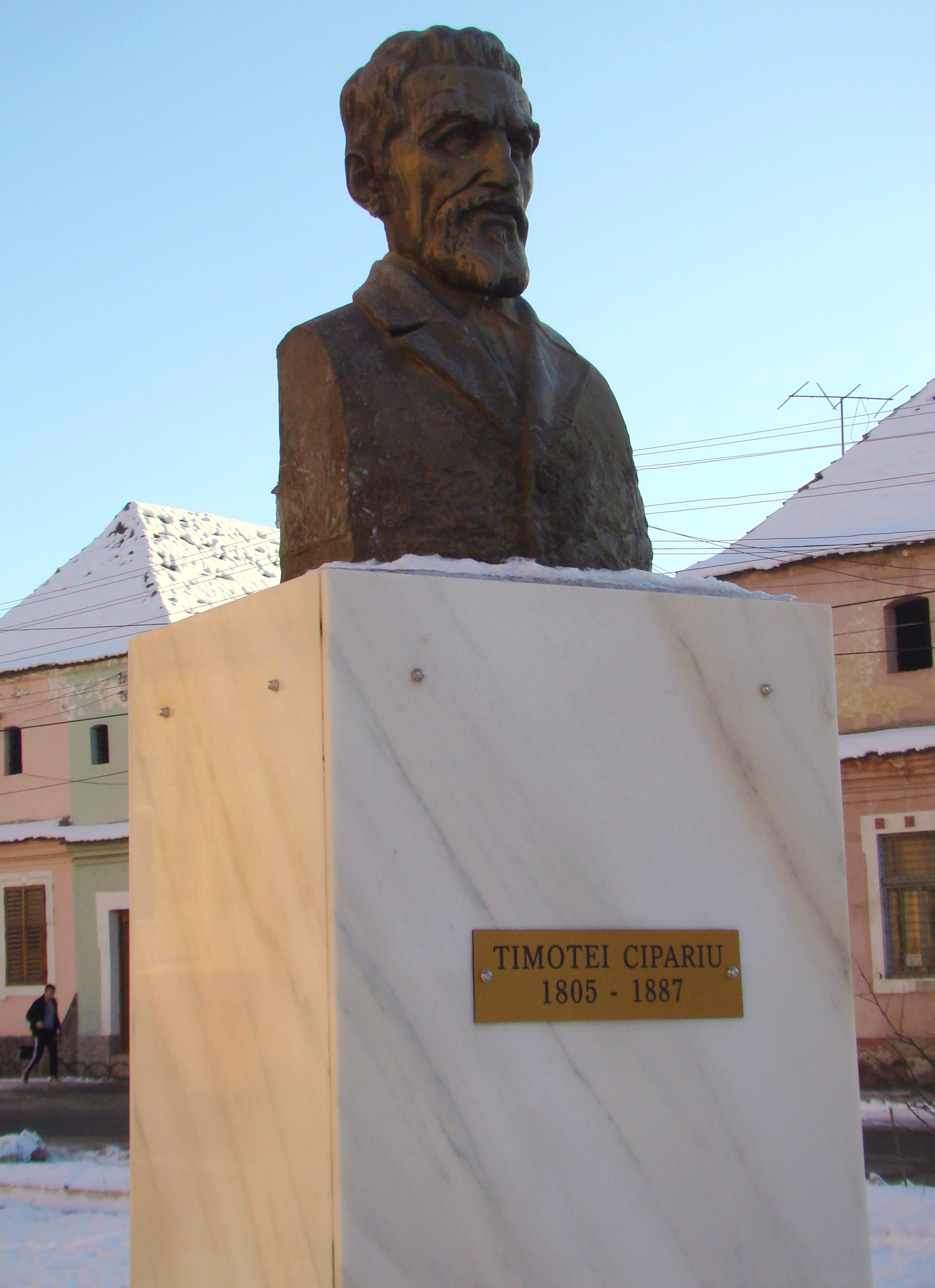
Bustul lui Timotei Cipariu din Dumbrăveni
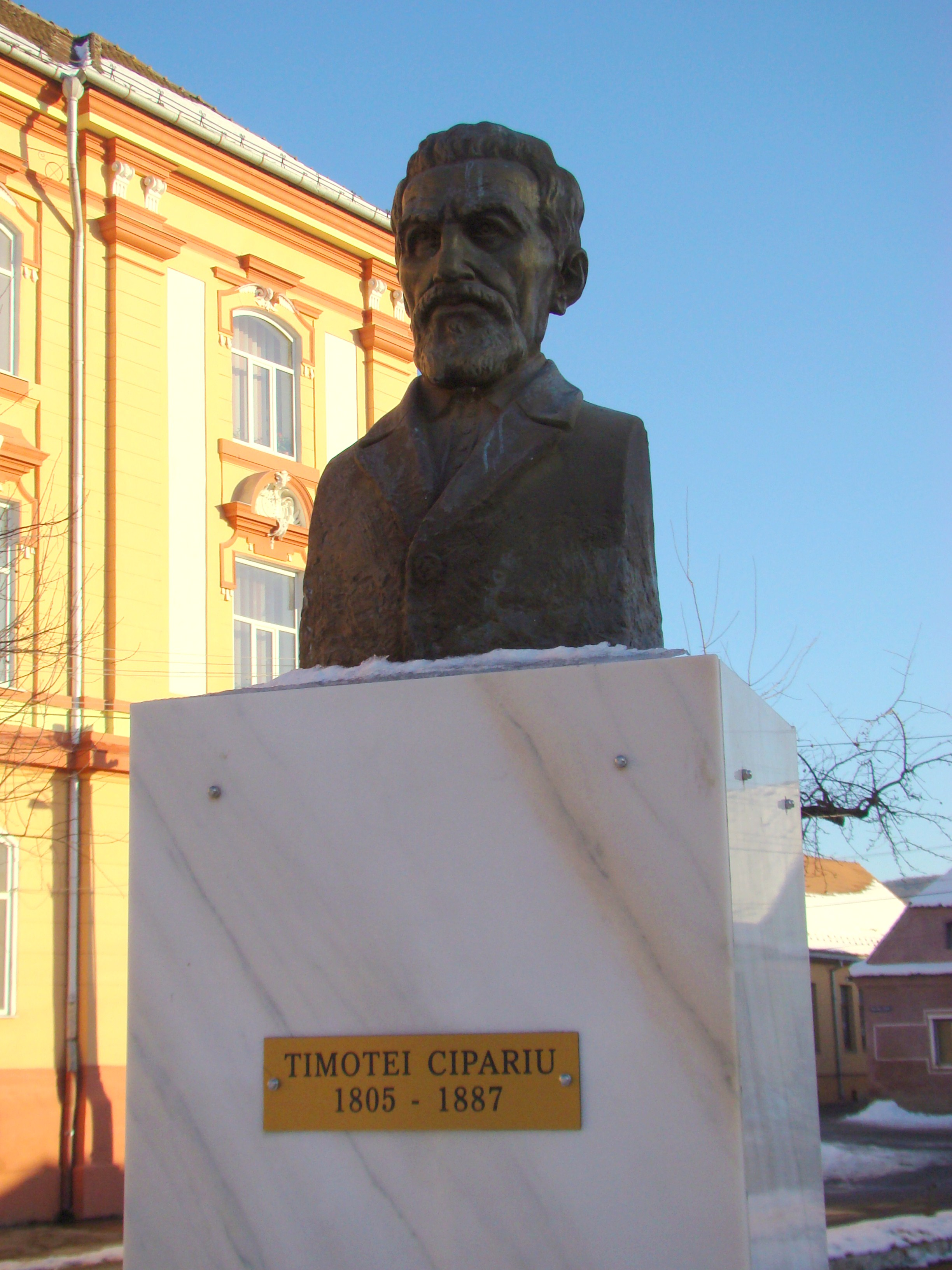
Bustul lui Timotei Cipariu din Dumbrăveni
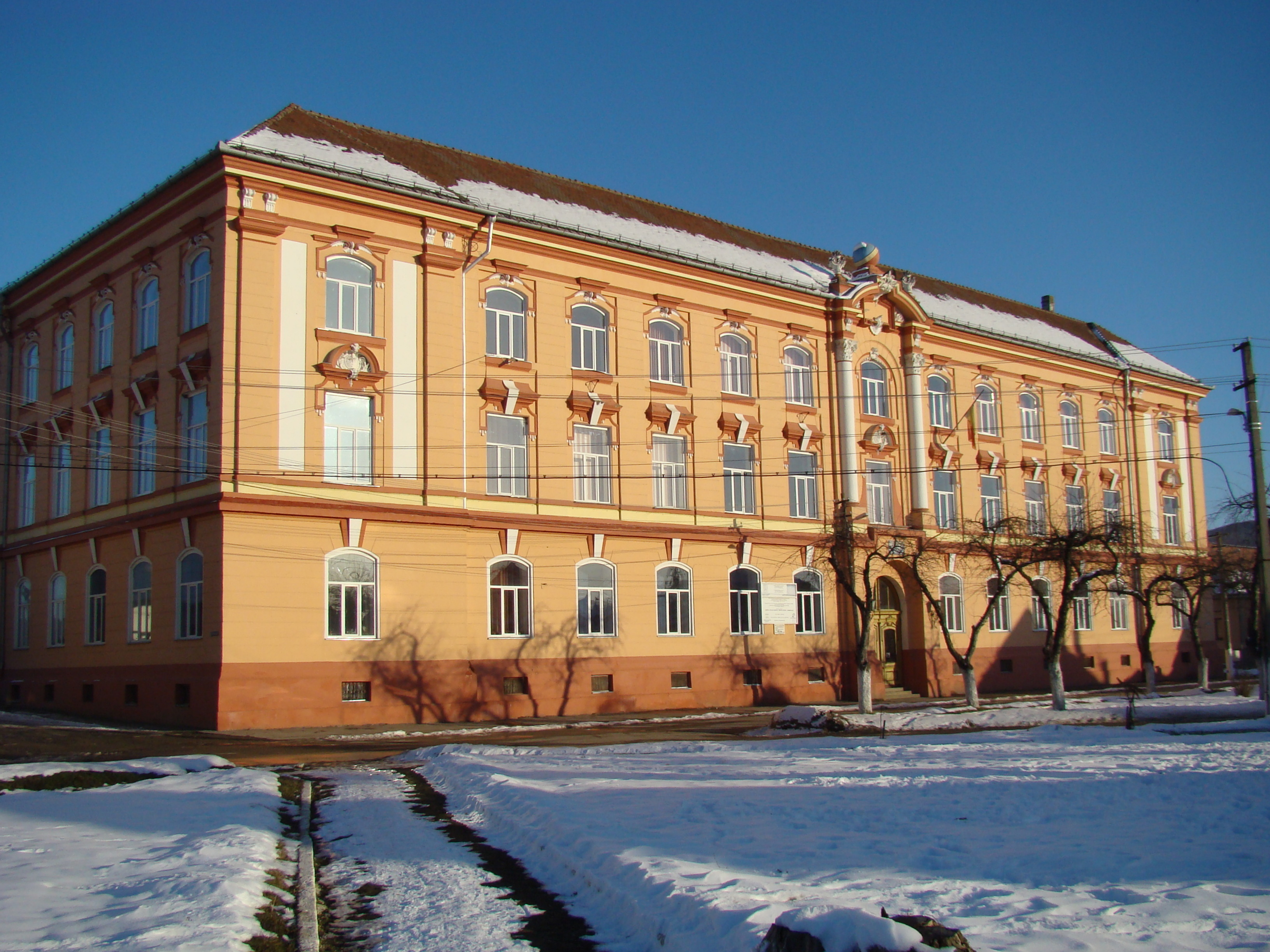
Liceul Agricol „Timotei Cipariu” din Dumbrăveni